# Antoine Claraz
Antoine Claraz (* 8. September 1909 in Freiburg im Üechtland; † 2. Juni 1997 ebenda) war ein Schweizer Maler, Bildhauer und Kunstpädagoge. Sein Werk umfasst Malerei, sakrale Kunst, Kunstgewerbe, Mosaike, Skulpturen, Reliefs, Kunst am Bau und Bühnenbilder.

## Leben und Werk
Antoine Claraz besuchte das Kollegium St. Michael. Seine künstlerische Ausbildung begann er am Technikum von Freiburg, wo er später auch unterrichtete. Von 1932 bis 1933 bildete sich Claraz an der Akademie der Bildenden Künste München und an der École nationale supérieure des beaux-arts in Paris weiter. Zudem war er ein Schüler im Atelier von Lucien Simon. 
Zurückgekehrt nach Freiburg, war Antoine Claraz als freischaffender Maler tätig. Seine Werke stellte er in Einzel- und Gruppenausstellungen im In- und Ausland aus. Zudem erhielt er zahlreiche Preise und Auszeichnungen. 1943 und 1948 erhielt er ein eidgenössisches Kunststipendium. Claraz war Mitglied der GSMBA, des OEV (L’Œuvre) und des Institut Fribourgeois. Auch sass er in verschiedenen Kommissionen und Jurys ein.
Antoine Claraz beschäftigte sich ab 1943 ausschliesslich mit der Bildhauerei. Für seine Technik des Metalltreibens, -schmiedens und -schweissens wurde er anerkannt. Auch wagte er sich an sehr grosse Formate. In der Folge konnte er private wie öffentliche Aufträge ausführen. So schuf er u. a. sakrale Werke für Kirchen der Region, so in Schwarzsee, Düdingen, Tafers und Plasselb.
Antoine Claraz schuf zudem Werke in den Kantonen Genf, Wallis, Waadt, Neuenburg, Basel, Schwyz, Zürich, Tessin, Zug, Solothurn und Aargau, aber auch im Ausland: Frankreich, Italien, Deutschland, England, U.S.A., Rumänien, Martinique, Ruanda und Togo.